# José Colombo
José Colombo (São Paulo, 6 de janeiro de 1930  — Praia Grande, 29 de dezembro de 2010) foi um ex-futebolista brasileiro, que atuava como atacante. Ídolo do Corinthians, também se destacou na equipe Palmeiras.

## Carreira

### Corinthians
Colombo iniciou sua carreira no Corinthians, clube em que mais vezes atuou em toda a sua carreira. No Alvinegro disputou 98 partidas 60 vitórias, 20 empates, 16 derrotas e marcou 32 gols, entre 1948 e 1952.
Além de ter faturado três títulos pelo Corinthians, Colombo também atuou ao lado de grandes ídolos do Corinthians, como Baltazar, Luizinho, Gylmar, Cláudio, Carbone e Roberto Belangero. Em 1953, saiu do Alvinegro e foi para o Noroeste, de Bauru.

### Gol Histórico
Colombo marcou um gol histórico no grande  goleiro italiano Valerio Bacigalupo, no dia 21 de julho de 1948, no Estádio do Pacaembu em São Paulo, quando o Corinthians venceu a fortíssima equipe italiana do Torino por 2 a 1, Gols de Baltazar e Colombo (para o Corinthians) e Guglielmo Gabetto (para o Torino FC). Infelizmente em 1949 Valerio Bacigalupo e seus companheiros da equipe do Grande Torino (tetracampeão italiano 1945-46, 1946-47,1947-48 e 1948-49) vieram a falecer em um trágico desastre aéreo, na Tragédia de Superga.

### Noroeste
De acordo com o historiador Luciano Dias Pires, Colombo, ao lado de Luiz Marini e Ranulfo, foram os principais responsáveis pelo título que colocou o Noroeste pela primeira vez na elite do futebol paulista. Na ocasião, a segunda divisão foi disputada em um torneio dividido em duas fases, a Série Verde e o Torneio dos Campeões, disputado por seis equipes. O atacante, que antes de vir para Bauru jogava pelo Corinthians, atuou pelo Noroeste até 1956, quando se transferiu para o Palmeiras.

### Palmeiras
Em 1956, Colombo chegou ao Palmeiras. No Alviverde disputou 72 partidas, com 20 gols marcados. E conquistou o Torneio Internacional Roberto Gomes Pedrosa (Troféu Valentin Suárez): 1956.

## Títulos
Corinthians
- Campeonato Paulista de Futebol: 1951 e 1952
- Torneio Rio-São Paulo de 1950

Noroeste
- Campeonato Paulista de Futebol - Série A2: 1953

Palmeiras
- Torneio Internacional Roberto Gomes Pedrosa (Troféu Valentin Suárez): 1956.

## Morte
Colombo morreu no dia 29 de dezembro de 2010, na Praia Grande, no litoral de São Paulo. Era pai de dois filhos (Márcia Colombo e José Colombo Júnior), avô de seis netos (Patrícia, Carlos, Laura, Alexandre, Ricardo e Paulo) e bisavô de Raquel e "Lucas". O corpo foi sepultado na cidade de Praia Grande.